# Cheilanthes kurdica
Cheilanthes kurdica är en kantbräkenväxtart som beskrevs av Rasbach och Reichst. Cheilanthes kurdica ingår i släktet Cheilanthes och familjen Pteridaceae. Inga underarter finns listade.